# Jerry Șoarecele
Jerry Șoarecele este un personaj fictiv din desenul animat Tom și Jerry. Creat de William Hanna și Joseph Barbera, Jerry este un șoarece maro, care a apărut pentru prima dată ca un șoarece anonim în 1940 în episodul "Motanul e pus pe liber". Ani mai târziu, William Hanna a dat șoarecelui numele ca "Jinx", în timp ce Joseph Barbera a susținut ca șoarecele să fie anonim în prima lui apariție.
Numele lui a fost ales de animatorul MGM John Carr, care a submitat „Tom și Jerry” ca nume potențiale pentru duo după ce un distribuitor important Loews Inc. în Texas a întrebat pentru continuări ale lui Puss Gets the Boot.
Jerry a apărut fără Tom în filmul Anchors Aweight (1945), în care dansa alături de Gene Kelly.

## Vocile
Jerry a fost de fapt mut în multe desene cu Tom și Jerry, dar a vorbit în unele desene originale Tom și Jerry și în filmul Tom și Jerry: Filmul. De asemenea, a mai și țipat, râs și făcut alte sunete de a lungul timpului. Jerry a fost jucat de:
- William Hanna: efecte vocale în era Hanna-Barbera (1940-1958) și vorbind în episoadele: Puss n' Toots, The Lonesome Mouse, Saturday Evening Puss, Cruise Cat și Mucho Mouse și efecte vocale din arhivă în filmele din anul 2006 până în prezent și serialul Tom și Jerry se dau în spectacol.
- Sara Berner: vorbind în episoadele: The Zoot Cat și The Bodyguard și vorbind și cântând în Anchors Aweight.
- Lillian Randolph: vorbind în episodul: The Milky Waif.
- Paul Frees: vorbind în episoadele: His Mouse Friday și Blue Cat Blues.
- Billy Bletcher: vorbind în episodul: Mouse in Manhattan.
- Allen Swift: efecte vocale și vorbind în era Gene Deitch (1961-1962).
- Mel Blanc: efecte vocale și vorbind în era Chuck Jones (1963-1967) și câteva efecte vocale din arhivă în serialul Tom și Jerry se dau în spectacol.
- Stan Freberg: vorbind în episodul The Cat Above and the Mouse Below.
- June Foray: unele efecte vocale în episoadele din 1965-1967.
- Dale McKennon: cântând în episodul Cat and Dupli-Cat.
- John Stephenson: Noile desene cu Tom și Jerry.
- Frank Welker: The Tom and Jerry Comedy Show, Tom și Jerry în copilărie și Tom și Jerry: Inelul fermecat.
- Dana Hill: vorbind în Tom și Jerry: Filmul.
- Dee Bradley Baker: Tom și Jerry: Misiune pe Marte și Tom și Jerry: Iute și furios.
- Samuel Vincent: Povești cu Tom și Jerry.
- Nancy Cartwright: vorbind în Tom and Jerry Works (1999-2000).
- Alan D. Marriott: Tom and Jerry in Fists of Furry.
- Charlie Adler: Tom and Jerry: War of the Whiskers.
- Spike Brandt: unele efecte vocale în filmele din 2007-2017.
- Rich Danhakl: unele efecte vocale în Tom și Jerry se dau în spectacol.